# Helius (Helius) submorosus
Helius (Helius) submorosus is een tweevleugelige uit de familie steltmuggen (Limoniidae). De soort komt voor in het Afrotropisch gebied.